# Rödles
Rödles ist ein Gemeindeteil der Gemeinde Bastheim im unterfränkischen Landkreis Rhön-Grabfeld in Bayern.

## Geografie
Das Kirchdorf liegt im Besengau.

## Geschichte
Das Walddorf Rödles wurde im Jahre 1143 erstmals in einer Schenkungsurkunde erwähnt. Alte Bezeichnungen waren Timprechtsrode und Rotiges.
Nach dem Zweiten Weltkrieg nahm das Dorf wiederholt am Landeswettbewerb Unser Dorf soll schöner werden teil und wurde 1963 als „Blumendorf“ ausgezeichnet.
Am 1. Januar 1972 wurde die Gemeinde im Zuge der Gebietsreform in Bayern nach Bastheim eingegliedert.

## Kultur
Die katholische Kirche St. Udalricus wurde 1869 erbaut; der Turm stammt noch von der Vorgängerkirche vom Beginn des 17. Jahrhunderts.
Kultureller Mittelpunkt des Ortes ist das renovierte Dorfgemeinschaftshaus, entstanden noch zur Zeit der Selbständigkeit des Dorfes. Eine weitere Begegnungsstätte aus privater Initiative ist das LandStadt-Haus, das dem kulturellen Dialog dient.